# 1988 VK

1988 VK

1988 VK är en asteroid i huvudbältet, som upptäcktes den 3 november 1988 av den japanske amatörastronomen Takuo Kojima i Chiyoda.
Asteroiden har en diameter på ungefär 4 kilometer.